# Born to Make You Happy
Born to Make You Happy (Zrozena proto, aby tě udělala šťastným) je čtvrtá píseň Britney Spears z jejího debutu …Baby One More Time. Song byl vydán v Evropě a Kanadě během čtvrté čtvrtiny roku 1999.

## Informace o písni
Píseň napsali a produkovali Andreas Carlsson a Kristian Lundin. Píseň je ve středním tempu. Britney v písni vzpomíná na svůj vztah a přeje si aby ten byl právě ten pravý.

## Videoklip
Video režíroval Billie Woodruff a natáčelo se v Los Angeles. Klip začíná pohledem na Britney, která spí.
Ve svém snu se objevuje v jakési futuristické místnosti s několika částmi. Během refrénu tančí na střeše se skupinou lidí. Britney má na sobě červený top a černou sukni. Ve svém snu se setká i se svým partnerem, se kterým ukončí klip velkou polštářovou bitvou.

## Hitparádové úspěchy
Píseň byla určena hlavně pro Velkou Británii, kde také dosáhla vrcholu. Celkem se písně prodalo v Británii na 305,000 kusů. Později píseň vyšla i ve zbytku Evropy, kde zažila velké hudební žně. Opačnou stranu úspěchu s touto písní zažila Britney v Kanadě, kde se píseň dostala jen do první dvacítky. Ačkoli píseň oficiálně v Mexiku nevyšla stala se tam také velmi populární.

## Umístění ve světě
| Hitparáda         | Umístění |
| ----------------- | -------- |
| Rakousko          | 8        |
| Kanada            | 21       |
| Nizozemsko        | 4        |
| Finsko            | 5        |
| Francie           | 9        |
| Německo           | 3        |
| Indonésie         | 1        |
| Lotyšsko          | 7        |
| Mexiko            | 24       |
| Norsko            | 3        |
| Filipíny          | 1        |
| Švédsko           | 2        |
| Švýcarsko         | 3        |
| Velká Británie    | 1        |
| Světová hitparáda | 1        |

| Prodejnost | Počet   |
| ---------- | ------- |
| Celkem     | 430,000 |